# リビュアのシビュラ

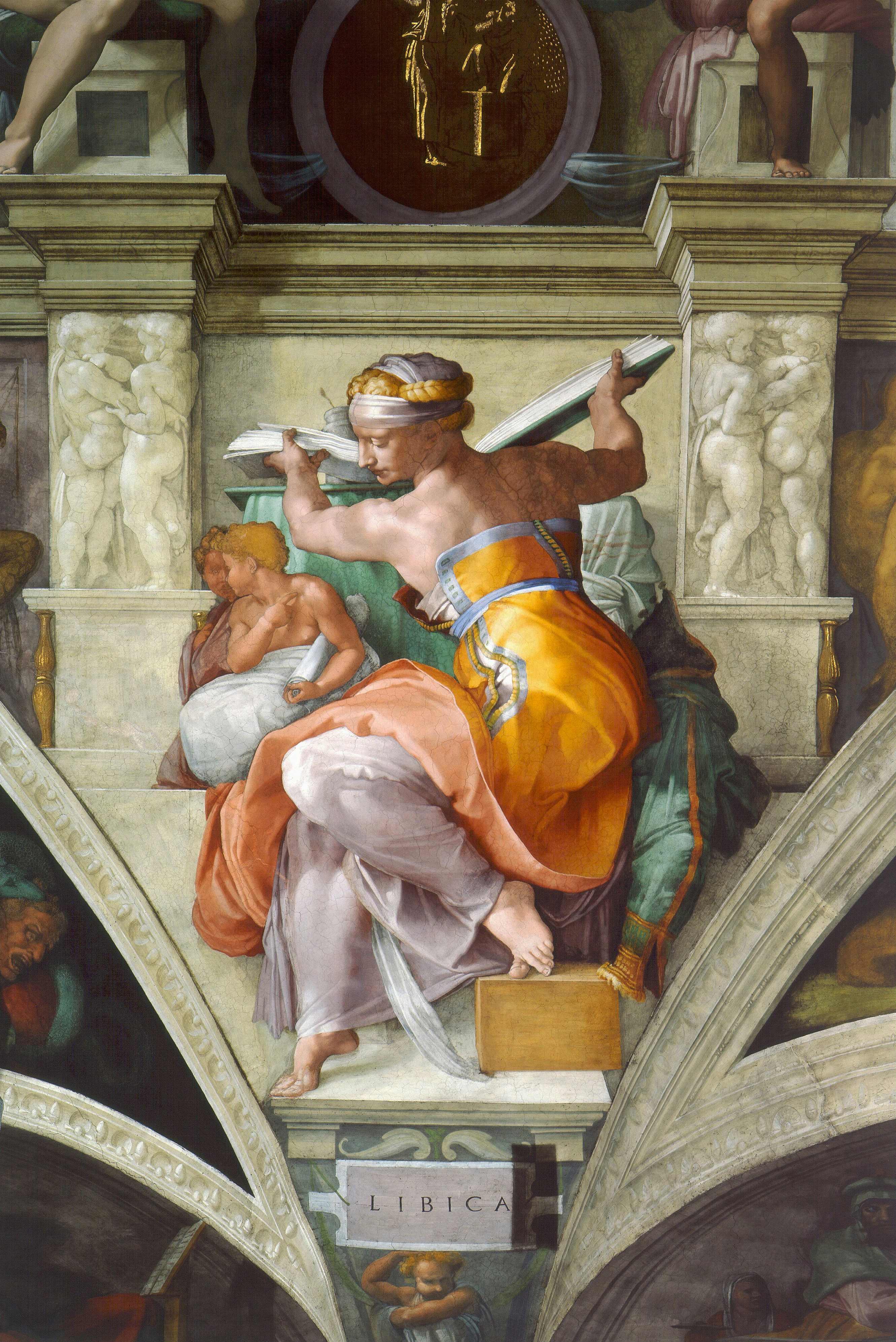
ミケランジェロ・ブオナローティ『リビアの巫女』。1512年。ローマのシスティーナ礼拝堂天井画。

リビュアのシビュラ（古希: Σίβυλλα Λιβύης, 英: Libyan Sibyl）は、ギリシア神話およびローマ神話に登場する、アポローンの神託を告げるシビュラ（巫女）の1人である。北アフリカのリビュア地方のシビュラで、海神ポセイドーンの娘ラミアーとゼウスの娘として生まれたと伝えられている。

## 概要
初期キリスト教の著述家ルキウス・カエキリウス・フィルミアヌス・ラクタンティウスは古代ローマの学者マルクス・テレンティウス・ウァッロのシビュラに関する記述を引用している。それによると、かつて異なる時代・地域に10人のシビュラが存在した。その中で最も古いシビュラはペルシアのシビュラで、その次にリュビアのシビュラが現れた。また三大悲劇詩人の1人エウリーピデースは『ラミアー』の序文でリュビアのシビュラについて言及した。この2人のシビュラに続いて、デルポイのシビュラ、キンメリアのシビュラのシビュラ、エリュトライのシビュラ、サモスのシビュラ、クーマエのシビュラ、ヘレースポントスのシビュラ、プリュギアのシビュラ、ティーブルのシビュラが現れた。
旅行家パウサニアースによると、リビュアのシビュラはポセイドーンの娘ラミアーとゼウスとの間に生まれた娘で、最古のシビュラとのことである。彼女は最古の女たちと同じくらい古く、初めて神託を詩で歌った。またシビュラという名前はもともとリビュアの巫女のためにリビュア人によって与えられたものである。パウサニアースはまた彼女の後にデルポイのシビュラが現れたとも述べている。なお、彼女の母ラミアーと同名の神話の登場人物に子供をさらう女性の怪物ラミアーが知られているが、通常は別人と考えられている。
ポセイドーンの娘ラミアーからシビュラが生まれたとする説は広く知られていたらしく、プルタルコスも『倫理論集』「ピューティアーは今日では詩の形で神託を降ろさないことについて」の中で触れており、ヘリコーン山からデルポイにやって来た最初のシビュラは一説によるとマリス地方の出身で、ポセイドーンの娘ラミアーの娘であったと述べている。
さらに10世紀にまとめられた辞典『スーダ』はシビュラがラミアーとアポローンの娘であると述べているが、同時に多くの異説も挙げている。『スーダ』は一般的にシビュラと言えばエリュトライのシビュラを指すと考えており、異なる系譜伝承を紹介しながら、出身地についてシチリア、レウカニア、サルダナ、ゲルギティア、ロドス、リビュア、サモスなどの説があったと述べている。

## ギャラリー

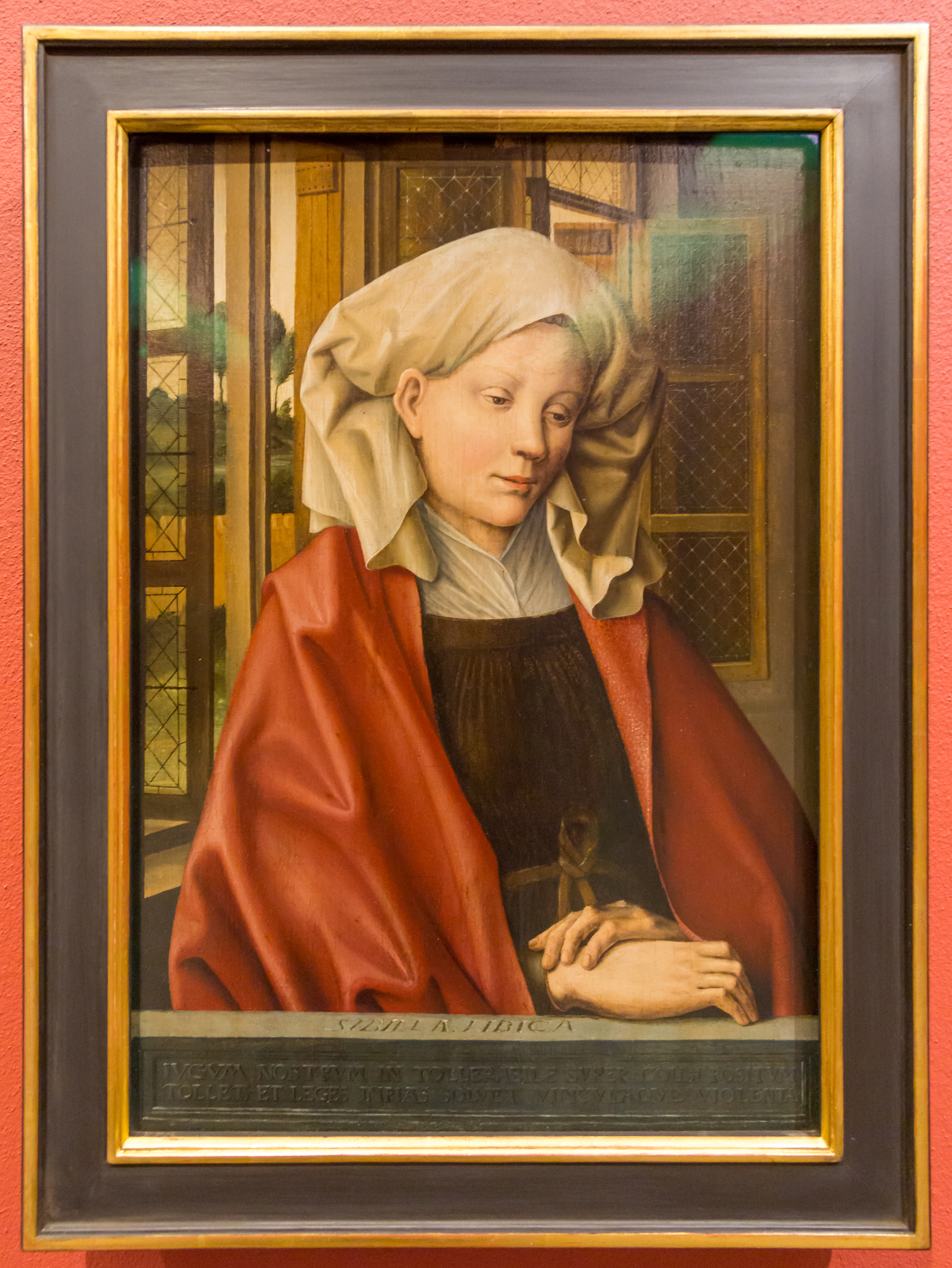
ルドガー・トム・リング（英語版）『リビアのシビュラ』1538年頃 ヴェストファーレン州立芸術文化史博物館（英語版）所蔵
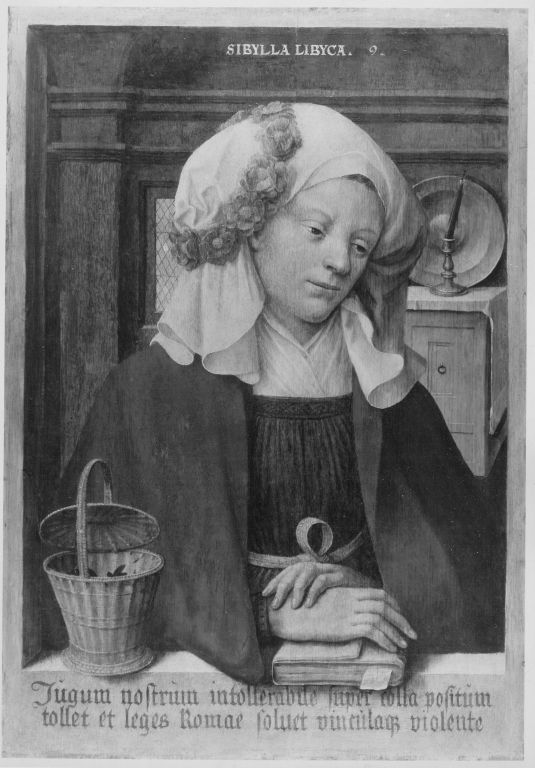
ヘルマン・トム・リング（英語版）『リビアのシビュラ』16世紀半ば アルテ・ピナコテーク所蔵
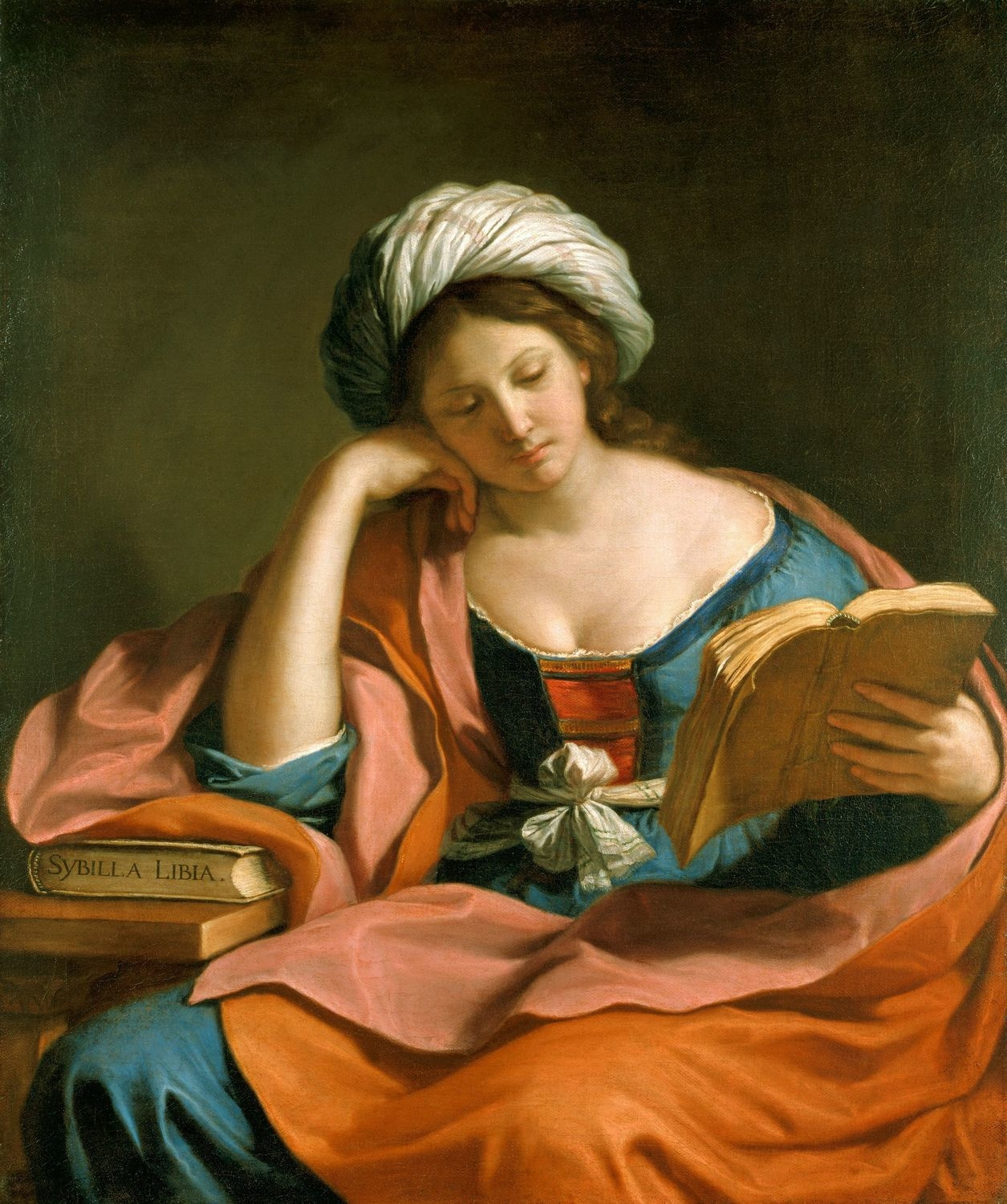
グエルチーノ『リビアのシビュラ』1651年 ロイヤル・コレクション所蔵
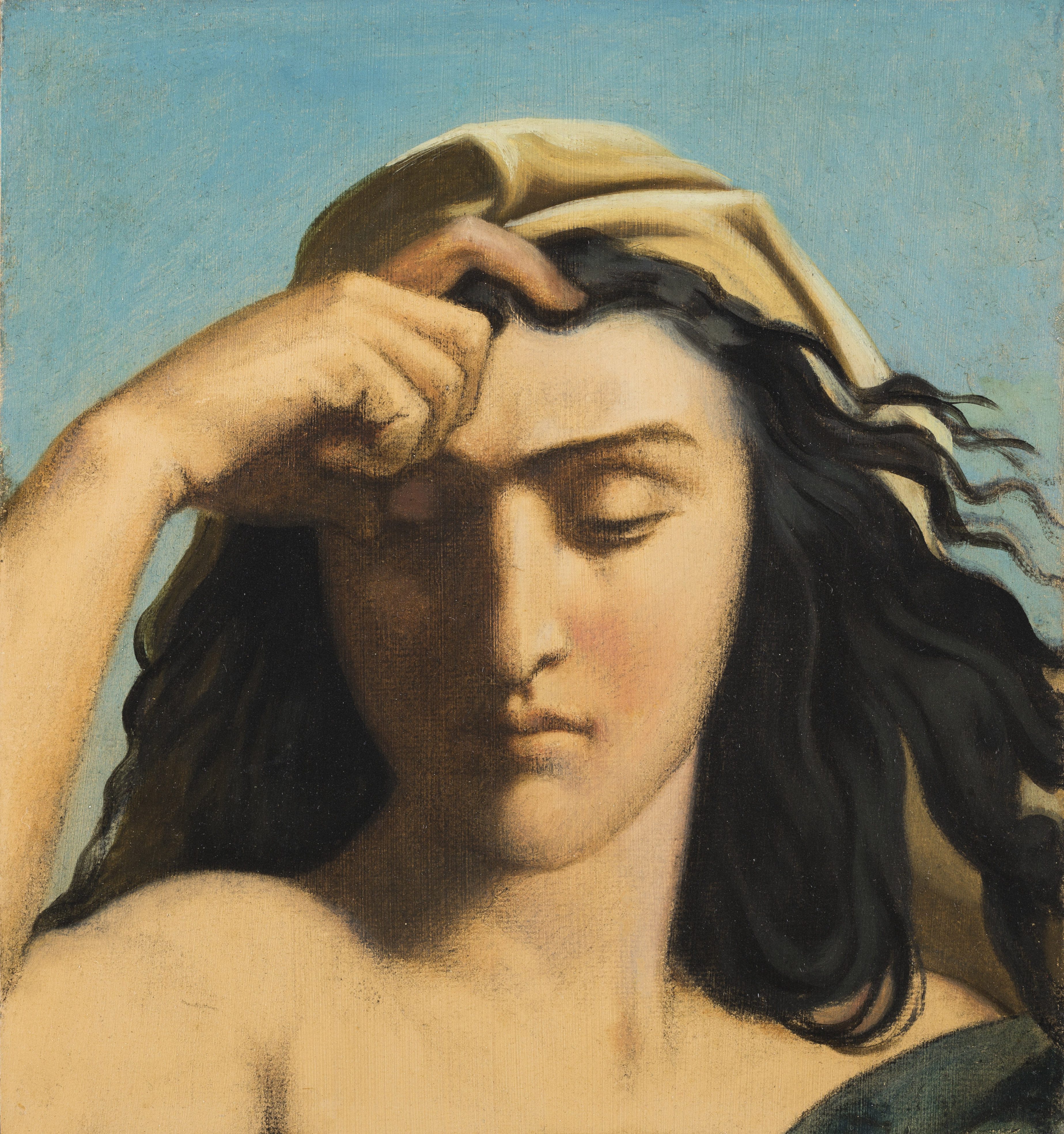
アンリ・ラマン『リビアのシビュラのための習作』1844年頃